# Santiago Marrero
Santiago Sebastián Marrero Beramendi (Montevideo, 25 de enero de 1986) es un músico, compositor y productor uruguayo. Es reconocido por ser tecladista, bajista y corista del grupo de rock uruguayo El Cuarteto de Nos (desde 2009 hasta la actualidad) y tecladista del grupo de electrónica Santé Les Amis (desde 2003 hasta 2019, disolución del grupo)

## Biografía
Santiago Marrero nació en 1986 en Montevideo y creció junto a su hermana mayor, durante su infancia siempre estuvo rodeado de un ambiente abiertamente progresista, siendo su padre pintor, su madre docente y activista política por los derechos de las mujeres y su hermana siendo figura política y activista por el cambio climático, así como por los derechos de las mujeres (Influencia de su madre).
De niño estudió piano con Renée Pietrafesapero, también teniendo conocimientos en el bajo  y la guitarra, mientras estudiaba en el liceo n.º 6 "Francisco Bauzá" y no tenía claro que iba a ser de su vida, pero finalmente se decidió a estudiar Comunicación.

## Carrera musical

### Los Porristas Coquettes
La primera banda en la que estuvo Santiago Marrero se llamó "Los Porristas coquettes". Tenía 18 años y se sumó, casi sin conocimientos, a un grupo que tocaba covers de Led Zeppelin, unos años más tarde, se saldría por temas de estética y problemas con los demás miembros.

### Mux y Sordromo
Poco tiempo después, se uniría a "Mux" y a Sordromo donde estaría por algunos años, y se saldría porque llegaría la segunda banda más importante de su carrera: Sante Les Amis

### Santé Les Amis
La banda se fundó en 2007, y tuvieron un largo camino, pero su actuación más destacada, fue ser elegidos para formar parte de la banda sonora del FIFA 15, siendo "Brasil" su tema elegido para aparecer en dicho título. 

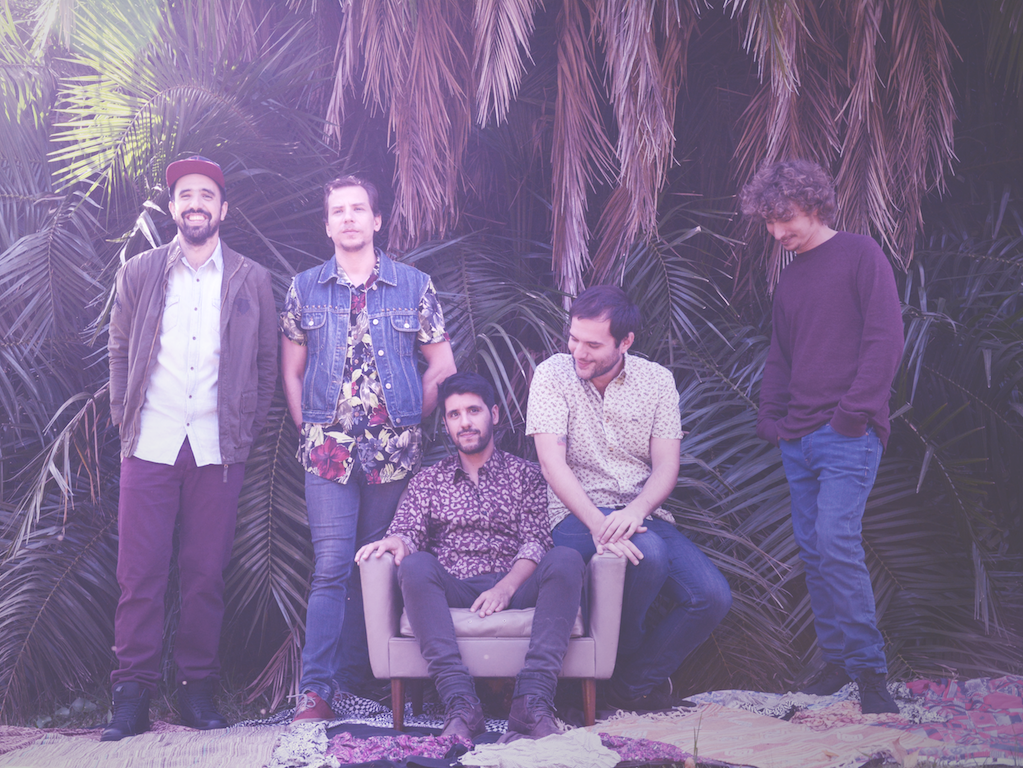
Santé Les Amis.

Pero en el año 2019, Santé Les Amis hace un comunicado de cierre en el que dice "Amigxs después de 12 años de haber formado Sante Les Amis hemos decidido que el proyecto llegue a su fin... Han sido años 12 años increíbles! Lleno de experiencias hermosas y de mucho aprendizaje musical y personal..." Aunque no se comunicó oficialmente la razón del cierre, se cree que fue por diferencias entre los miembros de la banda.

### El Cuarteto de Nos
En 2009 llegaría a "El Cuarteto de Nos", su banda actual. Luego de su llegada junto a Gustavo «Topo» Antuña (integrante de Buenos Muchachos) en 2012 ganarían el Grammy latino a mejor disco rock/pop, entregado a su álbum Porfiado. 
Durante su estadía en El Cuarteto de Nos, ya llevaba 4 discos grabados, pero en 2019 su banda alternativa, Sante Les Amis, se disolvería, haciendo que se quedara únicamente con el Cuarteto.

### Como Solista
En 2020 comenzaría a sacar producciones y colaboraciones con otros artistas, como "Hambre" junto a Victoria Brion, "Soltar tu mano (remix)" junto a Luciano Supervielle entre otros artistas.
También se le permitió, junto a Juan Campodónico, hacer la banda sonora de la película brasileña titulada "Divino Amor".
En 2021, sacaría una colaboración llamada "Incidencias" con "Mountain Castles" que contendría 4 temas:
- Take Away (este hit contando con registro video fotográfico subido a su canal).[8]

- Recordatorio.

Y otros dos temas bajo el mismo nombre pero siendo instrumentales.
A finales de 2021 sacaría su disco solista llamado "Las Afueras" con temas como "Lov", "Interludio", "Movimiento", "Soñando despierto", "Sobre la ciudad" entre otros, este sería una gran ayuda para que sea conocido fuera de sus bandas y demuestra distintas facetas de él como artista musical

### Actualidad
Actualmente sigue formando parte del Cuarteto de Nos, pero sigue colaborando con otros artistas, tales como Juan Campodónico, Luis Ángelero, Victoria Brion, entre muchos otros; así como con su danza contemporánea "Yeguón"
, y da conciertos mínimos en distintas épocas del año, mostrando su set "Diurnas" y es productor de la banda de rock alternativo "El color ausente"

## Discografía

### Con El Cuarteto de Nos
- Bipolar (Warner Music, 2009)
- Porfiado (Warner Music, 2012)
- Habla tu espejo (Warner Music, 2014)
- Apocalipsis zombi (Sony Music, 2017)
- Jueves (Sony Music, 2019)
- Lámina Once (Porfiado Records, 2022)
- Puertas (Porfiado Records, 2025)

### Con Santé Les Amis
- Morning Shine (ASL Discos y Contrapedal Récords, 2010)
- Sudamericana (Bizarro Récords, 2012)
- Sudamericana remixes y versiones (2013)
- Sueño animal (Nacional Récords, 2018)

## Premios y nominaciones

### Con Santé Les Amis
- 2013, Premio Graffiti por mejor álbum de música electrónica y electro pop, Sudamericana
- 2018, Premio Graffiti por mejor tema del año, "Como animales" del álbum Sueño animal

### Con El Cuarteto de Nos
- 2010: Premios Graffiti de la música uruguaya, canción del año "El hijo de Hernández".
- 2010: Premio Grammy Latino nominado por "El hijo de Hernández"
- 2010: Premios Gardel de la música argentina nominado por "El hijo de Hernández".
- 2012: Premios Latin Grammy nominado por mejor álbum pop rock, ganador por "Porfiado".
- 2012: Premios Latin American Music nominado por mejor canción de rock, ganador por "Cuando sea grande".
- 2019: Premios Latin American Music nominado por mejor canción de rock, nominado por "Punta Cana".